# لهجة صنعانية
اللهجةَ الصنعانية هي لهجة عربية منطوقة في شمال اليمن في مدينة صنعاء.

## النطق والقواعد
يتحدث سكانُ مدينة صنعاء وما حولها باللهجةَ الصنعانية، ينطق حرف القاف مثل حرف g بالإنجليزية عند نطقه بداية الكلمه مثل قوقل وليس جوجل مايغني قاف مرقق أو مخفف وينطق الضاد مثل الظاء كما أن حروف الراء والحاء والخاء تنطق مرققة دائماً، ويبدل المتحدثون بهذه اللهجة الدال بالطاء في بعض الكلمات مثل «صدم» التي تنطق «صطم» كما ان هناك كلمات مشتركة بين اللهجة الصنعانية والتركية مثل كلمة «دهليز» وتطلق على الصالة الخارجية وأيضا كلمة «بَرْدَق» وتعني كوب القهوة
ويكون نطق الكلمات في صنعاء القديمة بمد للكلمات.
- التشويف لا التسويف: يستعمل حرف الشين «ش» بدلا عن السين في التسويف «س»: أي أن أفعال المستقبل المثبتة مثل سأعمل، سأرجع... تنطق شاعمل، شارجع... (لاحظ استعمال «ا» بدلا عن «أ» أيضا). وفي نفي الفعل الماضي يلحق حرفي التاء والشين بدلا عن تاء المتكلم والمخاطب مثلا لا يقال ما عملت؟، ما أكلتم؟ ولكن يقال ماعملتش؟، ما أكلتمش؟ وهكذا.
- الجمع عند الكلام مع الكبير: عند الكلام مع الأب أو الأم أو الجد أو الجدة ومن في مستواهم أو عمرهم وإن كان شخصا غريبا يتم مخاطبته بالجمع. وإلى وقت قريب كانت الزوجة أيضا تخاطب زوجها بالجمع. مثل: كيف حالك يا أبي؟ تقال باللهجة الصنعانية: كيف حالكم يا اباه؟، هل تريد أن تشرب شيء يا عم؟ بالصنعانية: تشربوا شيء يا عم؟

## مصطلحات من اللهجة الصنعانية
- الجُبا = السقف (سطح المنزل)
- البقعة = المكان
- اللداة = الثياب
- تـُتنْ = التبغ
- شِرْكِة = لحم
- مُطْراق = الحارة
- الجِرْبة = قطعة الأرض
- الصومعة = المئذنة
- المُفَلِّق = الحطّاب
- التِجْوَاب = سور سطح المنزل
- دَيْمِه = المطبخ
- الجُوْنِيه = الشوالة
- دِمِّه = قطة
- قِرِّيْح = ألعاب نارية
- جَعالة = الحلويات بأنواعها للاطفال
- القاع = الأرض
- نِبْدَع = نبدأ
- لَلْمه = لماذا
- سَعْما = مثل
- يِدَحِنَك = يجنبك
- الصَمِيل = عصا غليظة
- دِهْليز = المدخل بين الباب والدار
- الطاقة = الشُباك
- بَرْدِه = ستاره
- غُرقه = حُفره
- دِرجان = سلالم
- وخّر = إبعد
- مشمع = كِيس
- فايِن = منديل
- طاسه = وعاء
- اللمبة = المصباح
- الباردي= الجردل
- الاتريك = الكشاف اليدوي
- قوٌّى = لو سمحت
- المَصَّرْ = الشيلة النسائية
- المُغْمُق =الخِمَار او اللثام
- البُتْرة = أحمر الشفاه
- المَحْزَق= الحِزام
- الشال أو الصُماطة= الغُترة
- المَداعة = النارجيلة، الشِيشة
- البُورِي = رأس النارجيلة (وعاء التبغ والفحم)
- المَعْشَرَة = صحن التقديم
- المَدَق = أداة طحن التبغ
- المَلَتْ =وعاء لحفظ التبغ
- العُصبة = تاج تلبسه المرأة